# Военная разведка Великобритании
Военная разведка Великобритании (англ. Defence Intelligence, DI, букв. «оборонная разведка») является одним из ключевых участников британского разведывательного сообщества, но, в отличие от других британских спецслужб (MI5, МИ-6 и Центр правительственной связи), является не самостоятельной организацией, а подразделением Министерства обороны и финансируется в рамках бюджета министерства. Численность персонала составляет примерно 4500 человек, из которых порядка 700 работают в штаб-квартире министерства обороны в Уайтхолле, а остальные — в подразделениях Вооружённых Сил. В организации работает как военный, так и гражданский персонал, численность военных составляет примерно 60 %. Материалы военной разведки используются в работе Объединённого разведывательного комитета и оказания помощи другим заинтересованным государственным ведомствам Великобритании и её партнеров (НАТО, Европейский союз и т. д.).

## История
После создания в 1964 Министерства обороны Великобритании в его рамках была создана централизованная военная разведка, включившая в себя Управление морской разведки и другие ранее существовавшие разведывательные подразделения. До начала 2010 носила название «Штаб оборонной разведки» (англ. Defence Intelligence Staff, DIS), с начала 2010 носит нынешнее название.

## Организационная структура
Военную разведку возглавляет начальник военной разведки (Chief of Defence Intelligence, CDI), эту должность должен занимать военный (не менее чем «трёхзвёздный» генерал или адмирал), «владелец процесса разведки минобороны», который несёт ответственность за общую координацию разведывательной деятельности всех видов вооружённых сил и входит по должности в Объединённый разведывательный комитет. CDI имеет двух заместителей — одного гражданского и одного военного. Гражданский заместитель начальника военной разведки (DCDI) отвечает за анализ разведданных и подготовку обзоров, военный заместитель (Assistant Chief of the Defence Staff — Intelligence Capabilities, ACDS (IC)) отвечает за сбор данных, картографирование и обучение персонала разведки.
Заместитель начальника военной разведки (DCDI) руководит подразделениями, ответственными за аналитическую работу и подготовку обзоров, это:
- управление стратегических оценок
- управление оценки систем вооружений и технологий
- оперативное управление
- управление поддержки и обеспечения.

Второй заместитель начальника военной разведки — (ACDS (IC)) отвечает за проведение специализированных видов разведки, картографическое обеспечение, а также подготовку кадров в сфере разведки и безопасности для Вооружённых Сил. В его компетенцию входит также курирование двух основных территориальных подразделений военной разведки — Группы сбора данных и Центра военной разведки и безопасности.

## Инфраструктура
Штаб-квартира Группы сбора данных находится в Фелтхеме, графство Мидлсекс, в 3 километрах от аэропорта Хитроу и является важнейшим звеном инфраструктуры военной разведки Великобритании. В его функции входит ведение радиоэлектронной разведки, геоинформационное обеспечение ВС Великобритании, видовая разведка, приём информации с разведывательных спутников.
Включает в себя:
- военно-географический центр (DGC)
- объединённый центр воздушной разведки (JARIC)
- объединённый центр аэрокосмической и геопространственной разведки (JAGO)
- объединённый центр радиоэлектронной разведки (JSSO)
- управление агентурной разведки (DHO).

В частности, управление агентурной разведки управляет стратегической агентурной разведкой и состоит из 350 сотрудников, представляющих все три вида вооружённых сил. Объединённый центр радиоэлектронной разведки (JSSO) проводит исследования в области новых коммуникационных систем и технологий в целях обеспечения оперативной поддержки стационарных и мобильных комплексов аппаратуры. Находится на базе ВВС Дигби в Линкольншире, численность персонала — около 1600 специалистов из всех трёх видов вооружённых сил.
Штаб-квартира объединённого центра аэрокосмической и геопространственной разведки (JAGO) находится в Хермитидже, возле Ньюбери в Беркшире и состоит из трёх подразделений: персонала собственно штаб-квартиры, 42-го инженерного полка и 1-го Центра аэронавтической информации и документации. Персонал штаб-квартиры состоит из 12 военных и 12 гражданских сотрудников. 42-й инженерный полк (географический) организует работу подразделений и специалистов. Его поддержку ведут 3 регулярных Королевских инженерно-географических подразделения и территориальные армейские географические подразделения. Полк состоит из 390 военнослужащих и 75 гражданских сотрудников. 1-й Центр аэронавтической информации и документации включает в себя 108 офицеров Королевских ВВС, авиационного картографа и 35 гражданских лиц.
Центр военной разведки и безопасности, расположенный в Чиксендсе, Бедфордшир, был создан 1 октября 1996 и представляет собой единый тренинговый центр министерства обороны Великобритании для подготовки и повышения квалификации сотрудников разведки и органов безопасности. Состоит из штаб-квартиры и колледжа военной разведки, на его территории расположена также штаб-квартира Разведывательного корпуса британской армии. В 1998/99 в Центре работало 484 сотрудника, а его бюджет составлял £27 миллионов.

## Генеральные директора военной разведки (1964—1984)
- Генерал-майор сэр Кеннет Стронг 1964—1966
- Главный маршал авиации сэр Альфред Эрл 1966—1968
- Маршал авиации сэр Гарольд Магуайр 1968—1972
- Вице-адмирал сэр Луи Ле Бейли 1972—1975
- Генерал-лейтенант сэр Дэвид Уиллисон 1975—1978
- Главный маршал авиации сэр Джон Эйкен 1978—1981
- Вице-адмирал сэр Рой Холлидей 1981—1984.

## Заместители директора (DCDI, 1964—1986)
- Вице-адмирал сэр Норман Деннинг 1964—1965
- Маршал авиации сэр Гарольд Магуайр 1965—1968
- Генерал-лейтенант сэр Ричард Файф 1968—1971
- Вице-адмирал сэр Луи Ле Бейли 1971—1972
- Генерал-лейтенант сэр Дэвид Уиллисон 1972—1975
- Маршал авиации сэр Ричард Уэйкфорд 1975—1978
- Вице-адмирал сэр Рой Холлидей 1978—1981
- Генерал-лейтенант сэр Джеймс Гловер 1981—1983
- Маршал авиации сэр Майкл Армитаж 1983—1984

## Руководители военной разведки с 1985 года
- Маршал авиации сэр Майкл Армитаж 1984—1986
- Генерал-лейтенант сэр Дерек Бурман 1986—1988
- Вице-адмирал сэр Джон Керр 1988—1991
- Маршал авиации сэр Джон Уокер, 1991—1994
- Генерал-лейтенант сэр Джон Фоли, 1994—1997
- Вице-адмирал сэр Алан Вест 1997—2000
- Маршал авиации сэр Джо Френч 2000—2003
- Генерал-лейтенант Эндрю Риджуэй, 2003—2006
- Маршал авиации сэр Стюарт Пич 2006—2009
- Маршал авиации Кристофер Николс 2009—2012
- Вице-адмирал Алан Ричардс 2012—2015
- Маршал авиации Филип Осборн 2015—2018
- Генерал-лейтенант сэр Джеймс Хокенхалл 2018—2022